# G226国道
G226国道（G226こくどう/国道226線、G226線）は中華人民共和国雲南省内の楚雄から墨江を結んでいた全長288kmの中国の国道である。簡称は楚墨線（そぼくせん）である。国道指定は廃止され、雲南省省道S218線の一部となっている。なお、雲南省S218省道は楚雄から墨江、江城を経由して勐臘県易武郷に達して、G213国道と接続する。

## 里程表
| 省     | 地級市、自治州 | 県、県級市、自治県 | 距離(km) | 注                          |
| ------ | -------------- | ------------------ | -------- | --------------------------- |
| 雲南省 | 楚雄イ族自治州 | 楚雄市             | 0        | G226国道起点、 S218省道起点 |
| 雲南省 | 楚雄イ族自治州 | 双柏県             | 58       |                             |
| 雲南省 | 普洱市         | 墨江ハニ族自治県   | 288      | G226国道終点                |

## 主な接続路線

### 雲南省
- G320国道 - 楚雄市
- S307省道 - 新平イ族タイ族自治県水塘鎮
- S306省道 - 新平イ族タイ族自治県戛灑鎮
- G213国道 - 墨江ハニ族自治県
- G323国道 - 墨江ハニ族自治県

## 註釈・参考資料
1. ↑  国家幹線公路査詢表
2. ↑  226国道到達主要城市（中国交通設施網）
3. ↑  公路主骨架（新華網）
4. ↑  雲南省旅游信息簡介（中国網）